# Thailändische Badmintonmeisterschaft 2016
Die Thailändische Badmintonmeisterschaft 2016 fand vom 28. November bis zum 3. Dezember 2016 in Bangkok statt.

## Sieger und Finalisten
| Disziplin    | Gold                                           | Silber                                      |
| ------------ | ---------------------------------------------- | ------------------------------------------- |
| Herreneinzel | Tanongsak Saensomboonsuk                       | Adulrach Namkul                             |
| Dameneinzel  | Pornpawee Chochuwong                           | Busanan Ongbumrungpan                       |
| Herrendoppel | Dechapol Puavaranukroh Kittinupong Kedren      | Pakin Kuna-Anuvit Supak Jomkoh              |
| Damendoppel  | Sapsiree Taerattanachai Puttita Supajirakul    | Jongkolphan Kititharakul Rawinda Prajongjai |
| Mixed        | Dechapol Puavaranukroh Sapsiree Taerattanachai | Supak Jomkoh Puttita Supajirakul            |